# Kaiserbeckhaus

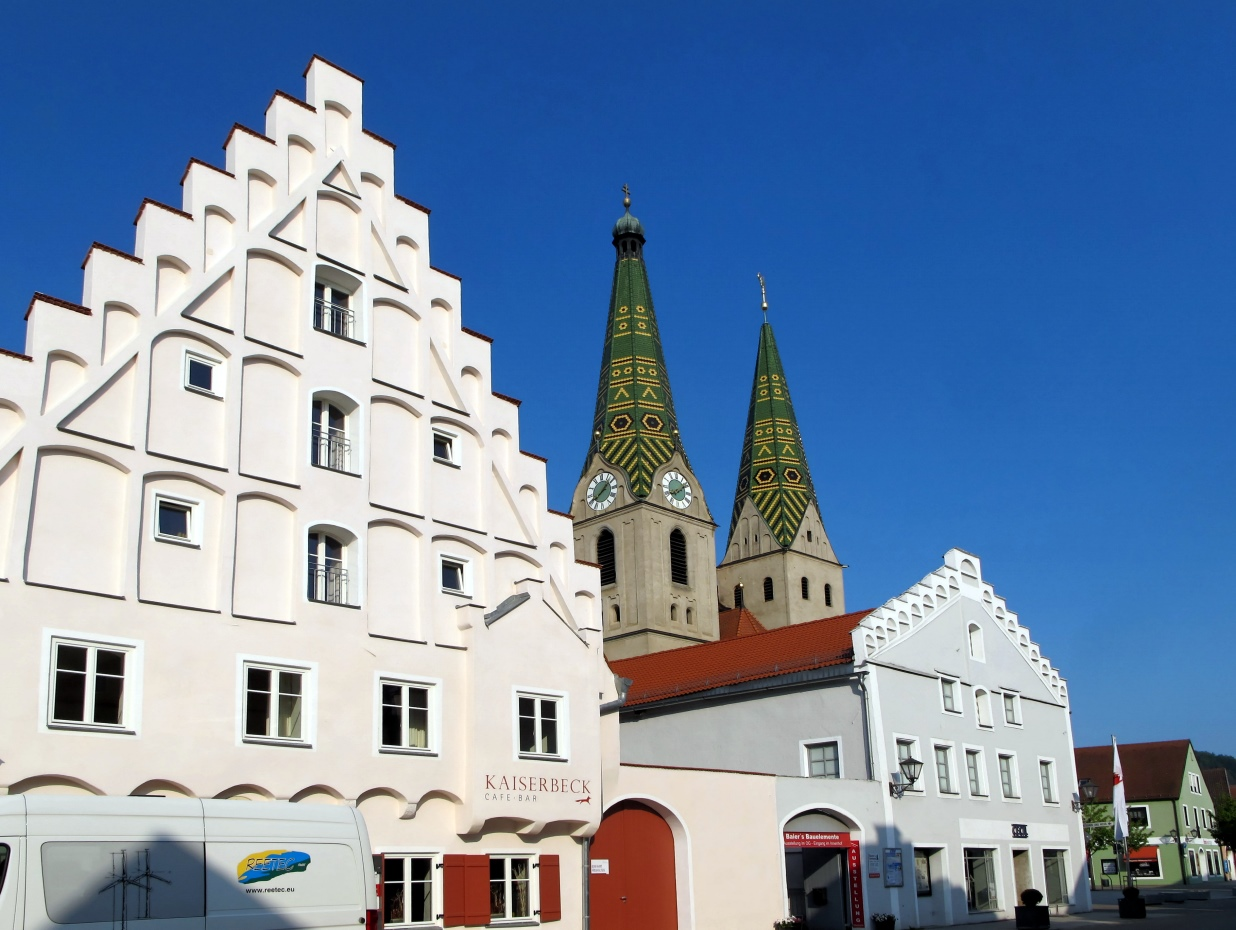
Kaiserbeckhaus in Beilngries (links)

Das sogenannte Kaiserbeckhaus in Beilngries, einer Stadt im oberbayerischen Landkreis Eichstätt, wurde im 16./17. Jahrhundert errichtet. Das Bürgerhaus an der Hauptstraße 25 ist ein geschütztes Baudenkmal.
Der zweigeschossige Giebelbau besitzt ein Obergeschoss, das über Konsolen vorkragt. Darüber befindet sich ein viergeschossiger Treppengiebel mit Blendarkaden und Aufzugsöffnungen. Ein flacher Erker wird von einem Satteldach gedeckt. Rechts des Hauses bildet ein Torbogen die Hofeinfahrt.